# Maikel Maroto Buendía
Maikel Maroto Buendía (Andújar, Jaén, España, 14 de julio de 1989) es un futbolista español. Ha militado en la Tercera categoría nacional de la liga española de fútbol. Juega de defensa y su club actual es el Real Jaén Club de Fútbol, actualmente en la Segunda División B de España.

## Trayectoria
Formado siempre en las categorías inferiores del Real Jaén, donde jugó en el filial Jienense jugando algunos partidos con el primer equipo en la temporada 2007-2008.

## Clubes
| Club              | País   | Año       |
| ----------------- | ------ | --------- |
| Real Jaén Juvenil | España | 2006-2007 |
| Real Jaén         | España | 2008- ?   |